# 乙烯二酮
乙烯二酮也称为二氧化二碳，是一种碳氧化物，分子式为C2O2，结构式为O=C=C=O。C2O2可以看作是CO的二聚体，亦可看作是乙醛酸（H(C=O)COOH）脱水的产物。

## 合成尝试
乙烯二酮早在1913年就被提出。在接下来的超过一世纪有许多人尝试过合成乙烯二酮，但全都失败了。
2015年，一组研究组报道他们通过用激光让C
2O−
2失去电子，合成C
2O
2，并给出其光谱。然而，之后的研究发现该光谱其实源自于由实验高能条件下产生的(H
2C•
)
2CO双自由基。

## 理论研究
乙烯二酮分子的基态是三线态。它会是与氧气分子类似的双自由基。不过，如果乙烯二酮分子的结构受到扭曲，三线态与单线态的势能面会相交，允许三线态系间窜越到不稳定的单线态，然后分解成两个CO分子。这个过程所用的时间预测为0.5 ns，因此三线态乙烯二酮分子是一種瞬態分子，但可探测到其光谱。
最近的理论计算认为乙烯二酮的制备与表征可通过低能量自由电子与单独分子反应产生。另有研究认为，无法观测到C2O2并不是因为其寿命太短，而是现有合成方法制得的C2O2都在不稳定的激发态上。所以有研究者提出在超低温环境下分解CHO2C2O2前体，并用非共振激光多光子电离技术在数纳秒的时间限度内检测C2O2的实验方式。

## “乙醛剂”骗局
在20世纪40年代，美国底特律的一位物理学家威廉·弗雷德里克·科克声称他合成出了C2O2，并命名为“乙醛剂”。他宣称所谓的“乙醛剂”是一种解毒剂，可治疗由“毒素”引起的的包括糖尿病和癌症等各种疾病，但并无证据证实其言论。1943年，政府科学家揭露了科克的“乙醛剂”实为蒸馏水的内幕，而后FDA也认定“乙醛剂”只是一个骗局。

## 相关化合物
虽然目前尚未发现C
2O
2，但相关的OCCO−和乙炔二醇根离子（C
2O2−
2）都能稳定存在。C
2O+
2与C
2O2+
2也都已被发现。